# アーネル・ピネダ
アーネル・ピネダ（Arnel Pineda、1967年9月5日 - ）は、フィリピン共和国のシンガーソングライター。ジャーニーのリード・ボーカリストとして知られている。

## 生い立ち
フィリピン共和国マニラ市サンパロックの仕立て屋に4人兄弟の第一子として生まれる。幼少のころからカレン・カーペンターやバーブラ・ストライサンドの歌に合わせて歌うよう母親に仕込まれる。少年期から歌唱コンテストに多数参加する。
アーネル12歳の時に、母がリウマチ性心疾患で死去。日本のような医療保険制度が未整備のため、一家は多額の借金を抱えることになる。アパートの家賃も半年から1年分滞納するなど困窮したため、アーネル以外の兄弟は親戚に預けられ、父親の負担を減らすためにアーネルはキアポ・パロキアル校（教会学校）を自主退学、エンジニアになりたい夢を捨て、一人独立を決意する（部活動はグリークラブ、ロンダラ・ギター部などに所属していた）。
約2年間、路上生活少年となり、リサール公園や友人の家近くのベンチなどで寝て、リサイクル業者に、空き瓶、古新聞、くず金属などを集めて売って、わずかな収入を得る。時には港湾地区で船舶の清掃をする、埋葬歌を歌うなどしたが、満足に食えず、2日間の食事がマリー・ビスケット少々だけの場合もあったという。喉が渇いたら、ガソリンスタンドで油風味の水を飲むなどした。このようなどん底生活にもかかわらず、アーネルは将来について楽観するように努めていた。

## 歌手活動
1982年アーネル15歳の時に、イホス・バンドのリード・ボーカリストとなり、シェーキーズピザで歌う。1986年には、イホスの旧メンバーがアモというグループを結成、ロック・ウォー・コンテストで大賞を獲得した。
1988年ヤマハ・バンドエクスプロージョン・フィリピン予選でアモは1位となるも、香港大会で予選決勝敗退。演奏の未熟さがあったことは確かだが、決勝曲はオリジナル曲でなければならないとする規約と、決勝曲は母国予選と同じ曲でなければならないとする規約に泣かされた面もある。フィリピン予選で優勝した時の決勝曲はクイーンの「ボヘミアン・ラプソディー」でアモのオリジナル作ではなかった。敗退後もバンドとしてライブ活動を続け、1989年にはロバート・パーマーの前座もこなした。ケソン市、オロンガポ市、マカティ市のクラブで演奏を続け、特にオロンガポ市で華僑が経営するクラブ「カリフォルニア・ジャム」でのスービック海軍基地米兵客らの間で人気が高かった。
1990年には、ピネダと元アモのメンバーが、インテンシティ・ファイブというグループを結成し、再度ヤマハ大会に挑戦し来日、ピネダは最優秀ボーカリスト賞を獲得した。なお、1990年にアモは唯一のスタジオ・アルバム『Ang Tunay na Amo』をBMGレコードからリリースし、「Running Away」という曲をヒットさせている。1990年後半には、ユリシス・アブラン（ユリー）を中心とするアモから脱退したメンバーらが、ピネダをフロントマンにしたニュー・エイジというグループを結成。アモはザ・ボス・バンドと改名し、ピネダのニュー・エイジは、マカティ市のファイア・アンド・レインにて定期的にライブを行う。
1991年、タレント・エージェントの目に留まり、香港の人気レストラン「Grammy's」で、数年間に渡り、週6日のライブをこなす。1994年に恋人と破局、麻薬中毒から、喉を潰しかねないほどの健康状態不良となりフィリピンに帰国する。半年のリハビリで、また歌えるようになり香港へと戻りバンド活動を再開する。1998年には、香港の高級ナイトクラブ「Igor's」において演奏、骸骨型の衣装を纏い、ローリング・ボーンズと名乗った。
1999年、ワーナー・ブラザース・レコードの目に留まり、休日にフィリピンに戻って録音作業をする形をとって、初のセルフタイトル・アルバム『アーネル・ピネダ』を完成させる。収録曲のほとんどはスロー・バラードだが、2曲のアップビート作品と1曲のラテン風作品を入れた。「Iiyak Ka Rin」（君も泣く）がカラオケで人気、「Sayang」（悲しい）がラジオでヒットとなり、数曲、作編曲を自ら行った。2001年には、フィリピンのバンド、サウス・ボーダーのアルバム『The Way We Do』の「Looking Glass」という曲にボーカルを提供する。このころから、ピネダは「9mm」という新バンドを結成、マカティのハードロックカフェや香港蘭桂坊の「The Edge」などで演奏する。
2004年に、女性シンガーとピネダのツイン・ボーカル形態のグループをニュー・エイジの旧メンバー3人が結成し、「モスト・ウォンテッド (Most W@nted)」と名乗る。月-土は、香港の「The Cavern Club」で3、4時間演奏し、日曜日はフィリピン人コミュニティ（在香港比人は約2万人）のイベントで演奏したりした。
2005年には、フィリピンのラジオ・ショー『Dayo』（よそ者）のテーマ・ソングを録音する。同番組のプロモーションのために、イホス、アモ、ニュー・エイジ、モスト・ウォンテッドのメンバー3人で構成されたこの短命グループはザ・ヴィジターズと称された。

## ザ・ズー
2006年に、フィリピンタレント・マネージャー/テレビ・ディレクター、バート・デ・レオンの後押しもあり、ギタリストのモネット・カヒペと一緒に帰国することに。ベースのエミル・ボンドック、キーボードのエドガー・メンドーサ、ドラムのマッコイ・アルカンターラを加えた布陣でザ・ズーを結成、レオンの会社サンダンス・エンターテインメント・コーポレーションと契約する。2006年から2007年に渡り、マニラやオロンガポで週4、 5回演奏する。2007年9月、MCAユニバーサルより、デビュー・アルバム『Zoology』を発売。12曲のオリジナル作と1曲のカバー・ナンバー（10年ほど前のセカンド・ウィンドの「ペイン・イン・マイ・ハート」という曲）で構成され、うち5曲がピネダ作、1曲がピネダとマーク・ヴァリアンテとの共作となっている。

## ジャーニー

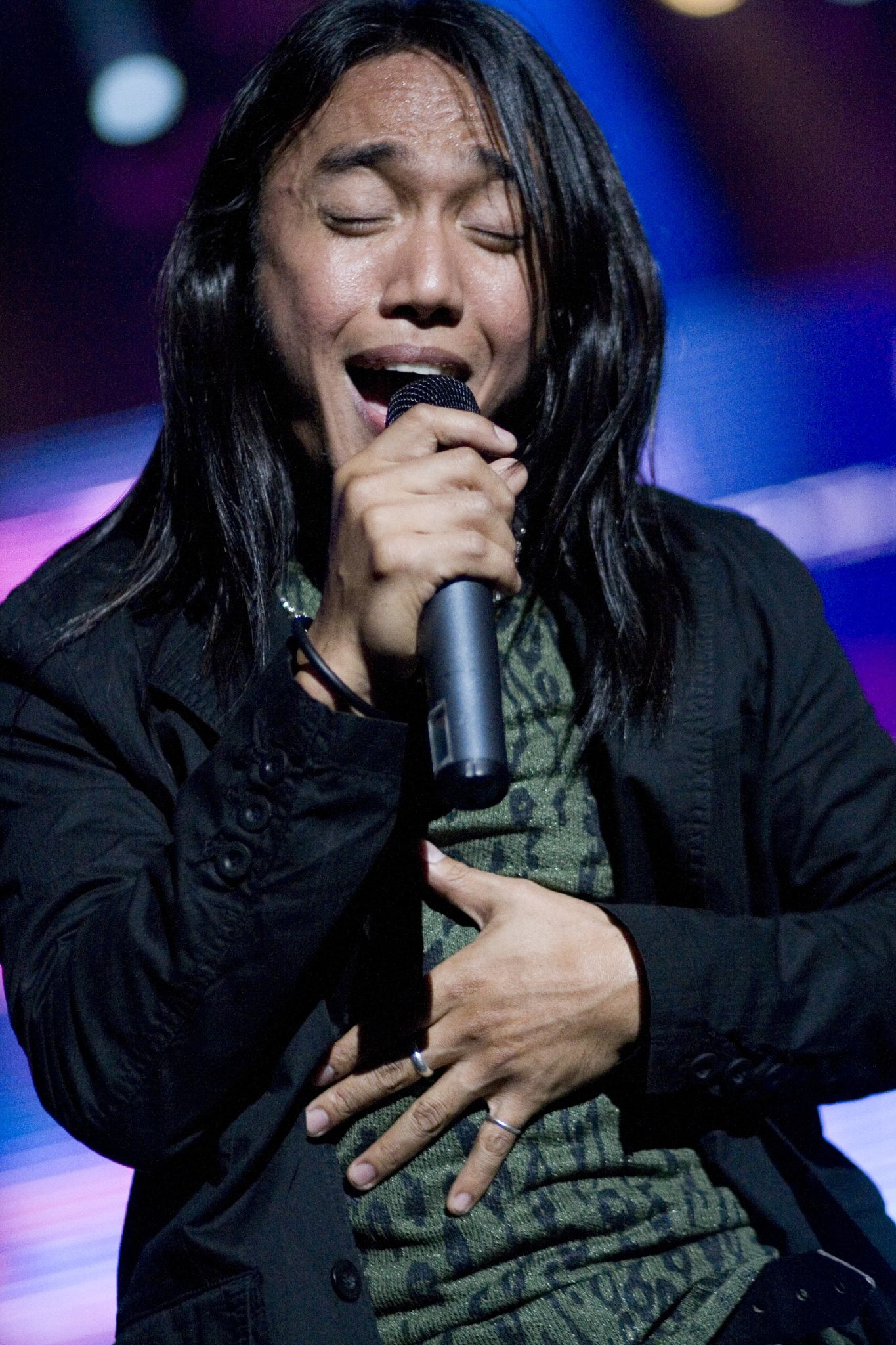
ニュージャージー州PNC銀行アーツ・センターにて熱唱するアーネル・ピネダ 8/11/2008

ボーカリスト不在で低迷中であったジャーニーだったが、2007年秋にニール・ショーンが、YouTubeでジャーニーのヒット曲「Faithfully」をザ・ズーがカバー（アーネルの友人によりアップされていた）していたのを偶然視聴し、スティーヴ・ペリーを彷彿とさせる声質と高い歌唱力に衝撃を受け、アーネルに連絡を取る。最初、アーネルは悪戯だと思い込んで相手にしていなかったが、周囲の説得と友人のノエルの助言もあり、ニール本人だと知ると慌てて連絡を取り、サンフランシスコへオーディションに来るよう命じられる。その後、ジャーニーのボーカリストとなる。ちなみに、入国審査官に渡航目的を聞かれ、「ジャーニーのオーディションを受けに」と答えると「じゃあ『ホイール・イン・ザ・スカイ』を歌ってみろ」と言われ一節歌ったところ、あっさりと入国が許可されたという。
アーネル加入後の初作品『レヴェレイション』はチャート5位に入り、バンドにとって久々のヒットとなった。
2009年2月25日のエドサ革命の記念式典で、40歳になるまでチャンスを諦めなかったアーネルの不屈の精神と才能を称え、特別賞を受賞、「True Pride of Pinoy」等で紹介され、一躍国民的英雄になっている。3月には東名阪を周り、14日には母国フィリピンのマニラで凱旋公演も果たした。この模様は、DVD『ライヴ・イン・マニラ 2009』としてウォルマートにて限定発売された。
CBSのインタビューでは、亡き母への感謝で涙ぐむ場面もあった。また、2010年のデヴィッド・フォスター・アンド・フレンズのマニラ公演では、元シカゴのピーター・セテラ登場前にステージに呼ばれ、『シカゴ17』の代表曲「忘れ得ぬ君に」(Hard Habit to Break)をカバーした。
2011年にアルバム『エクリプス』をリリース。2013年には、彼のジャーニーへの加入と成功を勝ち取るまでの軌跡を綴ったドキュメンタリー映画『Don't Stop Believin' - The Everyman's Journey』が制作、公開された。

## 家族
父レスティ・ピネダは、今なお仕立て屋としてフィリピンで健在。他の3兄弟は既婚で、弟ロドリック（エリック）の大学学費はアーネルが面倒を見た。
アーネルには、マシュー（20歳）、アンジェロ（12歳）、チェラブ（3歳）と3人の腹違いの子供がいる。ジャーニーとツアーに出ていない時は、現妻チェリー、子供達とケソン市で暮らしている。

## 国歌斉唱問題
2010年3月13日、テキサス州カウボーイズ・スタジアムにおいてのWBO世界ウェルター級王座戦、マニー・パッキャオ対ジョシュア・クロッティ戦でフィリピン国歌（最愛の地）を独唱。最後の部分の歌い方が悪い、行進曲テンポではないとして批判を浴びた（この時の視聴率は39%）。しかしながらフィリピンでは、このようなことは日常茶飯事であり、歌詞の間違い、音程外し、自己流アレンジなど数多くの事例がある。槍玉に挙がった他の歌手の例としては、マーチン・ニーヴェラ、クリスチャン・バウティスタらがいる。

## ディスコグラフィ

### ソロ・アルバム
- Arnel Pineda (1999年)
- AP (2016年)

### ザ・ズー
- Zoology (2007年)

### ジャーニー
- 『レヴェレイション』 - Revelation (2008年)
- 『エクリプス』 - Eclipse (2011年)
- 『フリーダム』 - Freedom (2022年)

### 参加アルバム
- サウス・ボーダー : The Way We Do (2001年) ※「Looking Glass」に参加
- レヴォリューション・セインツ : 『レヴォリューション・セインツ』 - Revolution Saints (2015年)
- マーク・マーテル : Hark! EP (2021年) ※EP